# Цергова
Цергова або Чергова (пол. Cergowa) — лемківське село в Польщі, у гміні Дукля Кросненського повіту Підкарпатського воєводства.
Населення — 1340 осіб (2011).
Над селом здіймається одна з найвищих в околиці гора, що зветься так саме, як і населений пункт.

## Історія
Населення перейшло на римокатолицький обряд, хоча село (аж до заборони греко-католицької церкви в 1947 році) відносилося до парафії Тилява.
У 1975—1998 роках село належало до Кросненського воєводства.

## Демографія
Демографічна структура станом на 31 березня 2011 року:
|          | Загалом | Допрацездатний вік | Працездатний вік | Постпрацездатний вік |
| -------- | ------- | ------------------ | ---------------- | -------------------- |
| Чоловіки | 661     | 137                | 458              | 66                   |
| Жінки    | 679     | 138                | 388              | 153                  |
| Разом    | 1340    | 275                | 846              | 219                  |